# Big Top Scooby-Doo!
Big Top Scooby-Doo! (Scooby-Doo! Estrela do Circo no Brasil, e Scooby-Doo! e o Mistério do Circo em Portugal) é o 18º filme da série do Scooby-Doo e o quinto no novo estilo de temática da série. Foi lançado em 9 de outubro de 2012 pela Warner Home Video. Seu tempo de execução é de 84 minutos, tornando-o mais longo filme do Scooby-Doo.

## Sinopse
Pode Scooby e sua turma salvar o maior espetáculo da terra? A Mistério SA, próprio Fred Jones sempre sonhou em realizar acrobacias que desafiavam a morte sob a grande tenda. Assim, quando o Brancusi Circus chega à cidade, ele salta a chance de dar uma olhada.
O líder circo está desesperado por ajuda da quadrilha . Um lobisomem tem aterrorizado os artistas e roubado jóias dos membros da plateia. Agora cabe a Scooby e sua turma para resolver este mistério. A turma descobre que o alvo do lobisomem são as jóias do cofre circo. Com isso, se perguntam se o suspeito é um membro descontente do circo que estava com raiva do atual líder do circo ter herdado o maior espetáculo da terra de seu tio há apenas alguns meses, em vez de um deles. Além disso, eles descobrem que o novo líder circo vem fazendo grandes mudanças no espetáculo do circo ao decidir eliminar todos os animais dos shows e doá-los a vários zoos. A turma acredita fortemente que o lobisomem é um dos irmãos do circo - e seu palpite acaba por ser correto. No entanto, o espetáculo lança uma reviravolta: quando parece que o suspeito lobisomem chefe foi capturado, a turma descobre que ele tinha um cúmplice e eles devem prender-lo também, antes que ele fuja com as jóias roubadas.

## Vozes
1. Frank Welker - Scooby-Doo, Fred Jones
2. Grey DeLisle - Daphne Blake
3. Mindy Cohn - Velma Dinkley
4. Matthew Lillard - Shaggy Rogers
5. Craig Ferguson - Whitney Doubleday
6. Jess Harnell - Human Scooby-Doo, Guard
7. Jim Meskimen - Phil Flaxman, Detective
8. Peter Stormare - Wulfric von Rydingsvard
9. Maurice LaMarche - Archambault
10. Greg Ellis - Marius Brancusi
11. Jeff Dunham - Schmatko, Conductor
12. Carlos Ferro - Oliverio, Sisko
13. Hynden Walch - Lena, Joan
14. Candi Milo - Jea

## Warner Home Video
Um pacote combo com Blu-ray, DVD, sistema ultravioleta e distribuição digital, bem como um único disco de DVD foi lançado em 09 de outubro de 2012 pela Warner Home Video. O filme foi lançado para alugar através da Amazon.
O DVD inclui três bônus circo com temas episódios de vários desenhos animados Scooby-Doo.
Em 11 de setembro de 2012 Big Top Scooby-Doo! foi lançado em DVD e Blu-ray Excluively a Wal Mart por um tempo limitado.